# Parazoma
Parazoma là một chi bướm đêm thuộc họ Geometridae.